# Astrid Kakuli
Astrid Mutongoi Kakuli, född 20 juni 1976 i Nairobi i Kenya, är en svensk skådespelare och regissör.

## Biografi
Kakuli, som är uppvuxen på Gotland och bosatt i Stockholm, studerade vid Balettakademien i Stockholm åren 1996–1999 och Teaterhögskolan i Malmö 1999-2003.
Sedan 2003 har hon arbetat som frilansande skådespelare och är numera anställd vid Teateralliansen. Hon har varit verksam på ett flertal av Sveriges teaterscener som Orionteatern, Shakespeare på Gräsgården, Riksteatern, Malmö Stadsteater m.fl. och de senaste åren medverkat i ett flertal uppmärksammade föreställningar på Kulturhuset Stadsteatern såsom Krilon, Norrtullsligan och Vågen.
Under hösten 2023 spelade Kakuli Emma Jenkins i Lucy Kirkwoods hyllade pjäs Himlavalvet i regi av Mari Parker Shaw på Västmanlands Teater/ Örebro Teater. Hösten 2021 spelade hon "Författaren" i De kommer att drunkna i sina mödrars tårar efter Johannes Anyurus roman i regi och dramatisering av Farnaz Arbabi på Unga Klara.
Kakuli är för närvarande aktuell i två utställningar. I Scenkonstmuseets huvudutställning "på Scen", en utställning om skådespelarens arbete och i Etnografiska Museets utställning Human Nature där Kakuli gestaltar människan och hennes känslor.
På film och Tv har hon bl.a. medverkat i Maria Wern och Shebly Niavaranis kortfilm Splitter.
2020 nominerades "Askan" av Kayo Mpoyi i uppläsning av Astrid Kakuli till Sveriges Radios Novellpris.
2020 var också det år som Kakuli debuterade som regissör, i föreställningen Mizeria av Melody Farshin på Kulturhuset Stadsteaterns filial i Husby.
Hon följde upp sin debut med att regissera den brittiska dramatikern Debbie Tucker Greens monolog "Random" som spelades på Kulturhuset Stadsteatern i Husby och på Kulturhuset Stadsteaterns scen "Kilen" vid Sergels torg.

## Filmografi
- 1999 – Där regnbågen slutar
- 2004 – Falla vackert
- 2012 – Splitter
- 2017 – Innan vi dör (TV-serie)

## Teater

### Roller (ej komplett)
| År   | Roll         | Produktion                                 | Regi                    | Teater                              |
| ---- | ------------ | ------------------------------------------ | ----------------------- | ----------------------------------- |
| 2008 | Julia        | Cash Mats Kjelbye                          | Olof Hanson             | Teater Västmanland                  |
| 2009 | Li           | Nu, imorgon Therese Söderberg              | Maria Löfgren           | Teater Västmanland                  |
| 2015 | Farah        | Vågen (The Third Wave) Ron Jones           | Carolina Frände         | Kulturhuset Stadsteatern            |
| 2016 |              | Fablerna Aisopos                           | Carolina Frände         | Kulturhuset Stadsteatern            |
| 2019 |              | Moppupproret                               | Anna Vnuk               | Kulturhuset Stadsteatern/skärholmen |
| 2020 | Författaren  | De kommer att drunkna i sina mödrars tårar | Farnaz Arbabi           | Unga Klara                          |
| 2022 | Lucy         | De vilda                                   | Sally Palmqvist Procopé | Orionteatern                        |
| 2023 | Emma Jenkins | Himlavalvet                                | Marie Parker Shaw       | Teater Västmanland/ Örebro Teater   |

### Regi
| År   | Produktion | Upphovsmän     | Teater                   |
| ---- | ---------- | -------------- | ------------------------ |
| 2022 | Mizeria    | Melody Farshin | Kulturhuset Stadsteatern |